# Ocne
Ocne (en grec antic Ὄκνος, Ocnos), va ser, segons la mitologia grega, un personatge simbòlic que es representava, a l'Hades, trenant una corda amb joncs, que una burra s'anava menjant. Ocne va ser en vida un home molt treballador que s'havia casat amb una dona malgastadora, i que es reproduïa la situació de pèrdua de la fortuna o de les possessions al Tàrtar. El veritable sentit de la llegenda se'ns escapa. En les representacions que ens han arribat, es veu a Ocne amb freqüència al costat d'una o més de les Danaides, castigades també a una feina inacabable, omplir una tina sense fons.